# Alvena
Alvena est une communauté située dans la province de Saskatchewan, dans le centre.